# 沃拉诺
沃拉诺（義大利語：Volano），是意大利特伦托自治省的一个市镇。总面积10平方公里，人口3083人，人口密度308.3人/平方公里（2009年）。ISTAT代码为022224。